# Edotia doellojuradoi
Edotia doellojuradoi är en kräftdjursart som beskrevs av Giambiagi 1925. Edotia doellojuradoi ingår i släktet Edotia och familjen tånglöss. Inga underarter finns listade i Catalogue of Life.